# Rolf Greger Strøm
Rolf Greger Strøm (Oslo, 17 maggio 1940 – Larvik, 4 agosto 1994) è stato uno slittinista norvegese.

## Partecipazioni olimpiche
| Competizione | Pos. | Data            | Città     |
| ------------ | ---- | --------------- | --------- |
| Singolo      | 4ª   | 4 febbraio 1964 | Innsbruck |
| Singolo      | 19ª  | 4 febbraio 1968 | Grenoble  |